# 20-й округ департамента Нор
20-й избирательный округ департамента Нор включает двадцать шесть коммун округа Валансьен. Общая численность избирателей, включённых в списки для голосования в 2017 г. - 81 115 чел.
До 2012 г. в состав 20-го округа входили пять кантонов Валансьен: Анзен (без коммуны Сен-Сольв), Сент-Аман-лез-О-Левый берег, Сент-Аман-лез-О-Правый берег, Валансьен-Нор (без города Валансьен) и Конде-сюр-л’Эско (коммуны Вик, Одоме, Френ-сюр-Эско, Эрни, Эскопон).
Действующим депутатом Национального собрания по 20-му округу является Фабьен Руссель (Коммунистическая партия)
|  | Начало срока      | Конец срока       | Депутат        | Партия                        |
|  | ----------------- | ----------------- | -------------- | ----------------------------- |
|  | 21 июня 2017 г.   | н/вр              | Фабьен Руссель | Коммунистическая партия       |
|  | 18 июня 2012 г.   | 20 июня 2017 г.   | Ален Боке      | Коммунистическая партия       |
|  | 26 июня 2007 г.   | 17 июня 2012 г.   | Ален Боке      | Коммунистическая партия       |
|  | 19 июня 2002 г.   | 25 июня 2007 г.   | Ален Боке      | Коммунистическая партия       |
|  | 12 июня 1997 г.   | 18 июня 2002 г.   | Ален Боке      | Коммунистическая партия       |
|  | 02 апреля 1993 г. | 21 апреля 1997 г. | Ален Боке      | Коммунистическая партия       |
|  | 23 июня 1988 г.   | 01 апреля 1993 г. | Ален Боке      | Коммунистическая партия       |
|  | 2 июля 1981 г.    | 1 апреля 1986 г.  | Ален Боке      | Коммунистическая партия       |
|  | 3 апреля 1978 г.  | 22 мая 1981 г.    | Ален Боке      | Коммунистическая партия       |
|  | 2 апреля 1973 г.  | 2 апреля 1978 г.  | Жорж Донне     | Социал-демократическая партия |

## Результаты выборов
Выборы депутатов Национального собрания 2017 г.:
|                | Кандидат           | Партия                        | Первый тур | Первый тур     | Второй тур | Второй тур |
| Кол-во голосов | Кандидат           | Партия                        | % голосов  | Кол-во голосов | % голосов  |            |
| -------------- | ------------------ | ----------------------------- | ---------- | -------------- | ---------- | ---------- |
|                | Фабьен Руссель     | Коммунистическая партия       | 7712       | 23,61          | 18 633     | 63,88      |
|                | Людовик де Дан     | Национальный фронт            | 7397       | 22,65          | 10 538     | 36,12      |
|                | Даниель Зьелински  | Вперёд, Франция!              | 6588       | 20,17          |            |            |
|                | Эрик Рено          | Разные левые                  | 3124       | 9,56           |            |            |
|                | Давид Ришер        | Непокорённая Франция          | 3031       | 9,28           |            |            |
|                | Давид Бюстен       | Союз демократов и независимых | 1839       | 5,63           |            |            |
|                | Эрик Кастлен       | Разные правые                 | 1112       | 3,40           |            |            |
|                | Фредерик Биго      | Европа Экология Зелёные       | 699        | 2,14           |            |            |
|                | Доминик Слаболепси | Крайне правые                 | 515        | 1,58           |            |            |
| Прочие         | Прочие             | Прочие                        |            | менее 1 %      |            |            |

Выборы депутатов Национального собрания 2012 г.:
|                | Кандидат           | Партия                    | Первый тур | Первый тур     | Второй тур | Второй тур |
| Кол-во голосов | Кандидат           | Партия                    | % голосов  | Кол-во голосов | % голосов  |            |
| -------------- | ------------------ | ------------------------- | ---------- | -------------- | ---------- | ---------- |
|                | Ален Боке          | Левый фронт               | 18 549     | 46,57          | 24 762     | 66,27      |
|                | Натали Бетени      | Национальный фронт        | 8654       | 21,73          | 12 606     | 33,73      |
|                | Моник Юон          | Союз за народное движение | 5376       | 13,50          |            |            |
|                | Себастьен Ургу     | Социалистическая партия   | 4946       | 12,42          |            |            |
|                | Жиль Ваддингтон    | Разные правые             | 799        | 2,01           |            |            |
|                | Мишель Эке         | Партия зелёных            | 503        | 1,26           |            |            |
|                | Доминик Будренгьен | Крайне правые             | 431        | 1,08           |            |            |
| Прочие         | Прочие             | Прочие                    |            | менее 1 %      |            |            |

Выборы депутатов Национального собрания 2007 г.:
|                | Кандидат                | Партия                            | Первый тур | Первый тур     | Второй тур | Второй тур |
| Кол-во голосов | Кандидат                | Партия                            | % голосов  | Кол-во голосов | % голосов  |            |
| -------------- | ----------------------- | --------------------------------- | ---------- | -------------- | ---------- | ---------- |
|                | Ален Боке               | Коммунистическая партия           | 21 320     | 46,49          | 29 933     | 69,17      |
|                | Мари-Терез Гарсиа       | Союз за народное движение         | 9989       | 21,78          | 13 340     | 30,83      |
|                | Мари-Женевьев Дегрансар | Социалистическая партия           | 4170       | 9,09           |            |            |
|                | Эрик Кастлен            | Разные правые                     | 2890       | 6,30           |            |            |
|                | Мишель Беаль            | Национальный фронт                | 2494       | 5,44           |            |            |
|                | Франсуаза Маскотто      | Демократическое движение          | 1869       | 4,08           |            |            |
|                | Жан-Клод Брюнебар       | Партия зелёных                    | 860        | 1,88           |            |            |
|                | Моник Юон               | Охота, рыбалка, природа, традиции | 783        | 1,71           |            |            |
|                | Элиетт Роэс             | Крайне левые                      | 552        | 1,20           |            |            |
| Прочие         | Прочие                  | Прочие                            |            | менее 1 %      |            |            |